# Sandra Farmer-Patrick
Pour les articles homonymes, voir Farmer et Patrick.
Sandra Farmer-Patrick, née le 18 août 1962 à Kingston en Jamaïque, est une athlète américaine. Farmer-Patrick a obtenu de nombreuses victoires et distinctions. À ses débuts, elle représentait la Jamaïque, puis dès 1990, les États-Unis.
Aux Jeux olympiques d'été de 1992 à Barcelone, elle remporta une médaille d'argent sur 400 m haies derrière la britannique Sally Gunnell mais devant l'américaine Janeene Vickers.
Elle est l'épouse de l'athlète David Patrick.
Sandra Farmer-Patrick se démarquait dans les meeting par ses tenues, portant souvent un tutu qui ne l'empêchait nullement d'être parmi les meilleures de la discipline.[réf. nécessaire]

## Palmarès

### Jeux olympiques d'été
- Jeux olympiques d'été de 1984 à Los Angeles (États-Unis)
  - 8e sur 400 m haies
- Jeux olympiques d'été de 1992 à Barcelone (Espagne)
  -  Médaille d'argent sur 400 m haies
- Jeux olympiques d'été de 1996 à Atlanta (États-Unis)
  - éliminée en demi-finales sur 400 m haies

### Championnats du monde d'athlétisme
- Championnats du monde d'athlétisme de 1987 à Rome (Italie)
  - 4e sur 400 m haies
- Championnats du monde d'athlétisme de 1991 à Tokyo (Japon)
  - 4e sur 400 m haies
- Championnats du monde d'athlétisme de 1993 à Stuttgart (Allemagne)
  -  Médaille d'argent sur 400 m haies

### Jeux panaméricains
- Jeux Panaméricains de 1987 à Indianapolis (États-Unis)
  -  Médaille d'argent sur 400 m haies